# Cardiomiopatia
Cardiomiopatias são um grupo de doenças que afetam o músculo cardíaco. No início da doença, os sintomas podem ser poucos ou nenhuns. Algumas pessoas podem apresentar falta de ar, fadiga ou pernas inchadas devido a insuficiência cardíaca. Entre outros possíveis sintomas estão arritmias cardíacas e desmaios. As pessoas com cardiomiopatias apresentam um risco acrescido de parada cardíaca.
Entre os tipos de cardiomiopatias estão a cardiomiopatia hipertrófica, cardiomiopatia dilatada, cardiomiopatia restritiva, cardiomiopatia arritmogénica do ventrículo direito e cardiomiopatia de Takotsubo. Na cardiomiopatia hipertrófica o músculo cardíaco aumenta de volume e torna-se mais espesso. Na cardiomiopatia dilatada o ventrículo esquerdo aumenta de tamanho e perde força. Na cardiomiopatia restritiva o ventrículo enrijece.
Na maior parte dos casos desconhecem-se as causas. A cardiomiopatia hipertrófica é geralmente hereditária, enquanto na cardiomiopatia dilatada apenas um terços dos casos são de origem hereditária. A cardiomiopatia dilatada podem também ser o resultado do consumo de álcool, metais pesados, doença arterial coronária, consumo de cocaína e infeções virais.  A cardiomiopatia restritiva pode ser causada por amiloidose, hemocromatose e alguns tratamentos para o cancro. A cardiomiopatia de Takotsubo é causada por strees emocional ou físico extremo.
O tratamento depende do tipo de cardiomiopatia e da gravidade dos sintomas. O tratamento geralmente consiste em modificações no estilo de vida, medicação ou cirurgia. Em 2015, a cardiomiopatia e a miocardite afetavam 2,5 milhões de pessoas em todo o mundo. A cardiomiopatia hipertrófica afeta cerca de 1 em 500 pessoas e a cardiomiopatia dilatada cerca de 1 em 2500. Em 2015 foram responsáveis por 354 000 mortes, um aumento em relação às 294 000 em 1990. A cardiomiopatia arritmogénica do ventrículo direito é mais comum entre pessoas mais jovens.